# São Miguel do Araguaia
São Miguel do Araguaia è un comune del Brasile nello Stato del Goiás, parte della mesoregione del Noroeste Goiano e della microregione di São Miguel do Araguaia.